# Rhabdomastix (Rhabdomastix) trochanterata
Rhabdomastix (Rhabdomastix) trochanterata is een tweevleugelige uit de familie steltmuggen (Limoniidae). De soort komt voor in het Oriëntaals gebied.